# Bai Bureh
Bai Bureh (1840-1908) fou un estratega militar de Sierra Leone que va liderar l'aixecament dels Tenme contra els britànics el 1898.
Fill d'un important cap guerrer dels Loko i una dona dels Tenme, fou enviat de jove a Gbendembu, una escola d'entrenament militar. Allà es va guanyar el malnom de "Kebalai", traduït com "el que mai te la cistella plena" o "el que mai es cansa de la guerra".
Es va convertir en un famós cap militar durant les dècades de 1860 i 1870 ajudant al cap dels Soso durant una Gihad per establir les pràctiques islàmiques a la regió.
El 1886 fou coronat amb el títol honorífic de "Bai Bureh" i es va convertir en el rei de Kasseh. Va guanyar reconeixement cosa que va preocupar a la administració britànica a Freetown.
Quan els britànics van establir el protectorat el 1896, ràpidament van emetre una ordre de captura contra Bai Bureh, per por a que fomentés la resistència en contra del nou "impost a les cabanyes". Tot i això els britànics no van aconseguir capturar-lo i així va començar una guerra de 10 mesos on Bai Bureh va organitzar guerrilles a gran escala format per guerrers dels Tenme, els Soso, els Loko i els Limba. Durant els primers quatre mesos van tenir molta superioritat estratègica sobre els soldats britànics.
Fou capturat l'11 de novembre de 1898 i enviat a Freetown. Va ser enviat a l'exili fins al 1905 a la colònia de Costa d'Or (actual Ghana). Entre el 1905 i el 1908 va poder tornar, sent el cap de Kasseh. El 1908 va morir.
La seva efígie figura actualment en les figures de bitllets de 1.000 leones.